# Valsamoggia
Valsamoggia är en kommun i storstadsregionen Bologna, innan 2015 i provinsen Bologna, i regionen Emilia-Romagna i Italien. Kommunen hade 31 209 invånare (2018).
Kommunen bildades den 1 januari 2014 genom en sammanslagning av de tidigare kommunerna Bazzano, Castello di Serravalle, Crespellano, Monteveglio och Savigno.